# Aftermath
Az Aftermath a The Rolling Stones negyedik (az USA-ban hatodik) albuma, amely 1966. április 15-én (az USA-ban június 20-án) jelent meg. Az album igazi művészi áttörést jelentett számukra, mert ez volt első albumuk, amelynek minden dalát Mick Jagger és Keith Richards írta.
Külön figyelmet érdemel a zenei kísérletezés; Brian Jones – talán George Harrison szitárjátékának hatására – több különleges hangszeren játszik, például szitáron Paint It Black, cimbalmon a Lady Jane és az I Am Waiting, valamint marimbán az Under My Thumb című dalon.
Az Aftermathnek is két kiadása jelent meg. A 14 dalos brit kiadást sokan tartják a „valódi” albumnak. Mivel az Egyesült Királyságban két kislemez – a 19th Nervous Breakdown és a Paint It Black – között jelent meg, nyolc hetet töltött a slágerlista első helyén.
Ám Amerikában túl soknak találták a 14 dalt. Itt az album eltérő borítóval és dalsorrenddel jelent meg: lehagyták az Out of Time, a Take It or Leave It és a What to Do című dalokat, a Mother's Little Helper helyére pedig a Paint It Black került. Annak ellenére, hogy az amerikai kiadás nem tükrözte a Stones és Andrew Loog Oldham elképzeléseit, második lett a listákon, végül pedig platinalemez lett. 2003-ban az amerikai kiadást a Rolling Stone magazin Minden idők 500 legjobb albumának listáján a 108. helyre sorolták. Szerepel az 1001 lemez, amit hallanod kell, mielőtt meghalsz című könyvben.
Az Aftermath kulcsfontosságú album volt abban a folyamatban, melynek során a Jagger-Richards szerzőpáros méltó ellenfele lett a Lennon–McCartney szerzőpárosnak és Bob Dylannek, a Rolling Stones pedig egy művészileg kreatív zenekarrá vált.

## Az album dalai

### Angol kiadás
1. "Mother's Little Helper" – 2:45
  - Mick Jagger – ének
  - Keith Richards – akusztikus gitár, vokál
  - Brian Jones – Vox Mando gitár, szitár
  - Bill Wyman – basszusgitár
  - Charlie Watts – dob, ütőhangszerek
2. "Stupid Girl" – 2:55
  - Mick Jagger – ének
  - Keith Richards – gitár, vokál
  - Brian Jones – gitár
  - Bill Wyman – basszusgitár
  - Charlie Watts – dob, ütőhangszerek
  - Ian Stewart – orgona
  - Jack Nitzsche – csembaló, ütőhangszerek
3. "Lady Jane" – 3:08
  - Mick Jagger – ének
  - Keith Richards – akusztikus gitár
  - Brian Jones – akusztikus gitár, cimbalom, csembaló (?)
  - Jack Nitzsche – csembaló (?)
4. "Under My Thumb" – 3:41
  - Mick Jagger – ének
  - Keith Richards – gitár
  - Brian Jones – gitár, zongora, marimba
  - Bill Wyman – basszusgitár
  - Charlie Watts – dob, ütőhangszerek
  - Jack Nitzsche – ütőhangszerek
5. "Doncha Bother Me" – 2:41
  - Mick Jagger – ének, szájharmonika
  - Keith Richards – akusztikus gitár
  - Brian Jones – elektromos- és slide gitár, szájharmonika
  - Bill Wyman – basszusgitár, zongora
  - Charlie Watts – dob, ütőhangszerek
  - Jack Nitzsche – ütőhangszerek
6. "Going Home" – 11:13
  - Mick Jagger – ének
  - Keith Richards – gitár
  - Brian Jones – szájharmonika
  - Bill Wyman – basszusgitár
  - Charlie Watts – dob, ütőhangszerek
  - Jack Nitzsche – ütőhangszerek
  - Ian Stewart – zongora
7. "Flight 505" – 3:27
  - Mick Jagger – ének
  - Keith Richards – elektromos ritmusgitár, vokál
  - Brian Jones – elektromos szólógitár, szaxofon
  - Bill Wyman – basszusgitár
  - Charlie Watts – dob, ütőhangszerek
  - Ian Stewart – zongora
8. "High and Dry" – 3:08
  - Mick Jagger – ének
  - Keith Richards – akusztikus gitár
  - Brian Jones – szájharmonika
  - Bill Wyman – basszusgitár
  - Charlie Watts – dob, ütőhangszerek
9. "Out of Time" – 5:37
  - Mick Jagger – ének
  - Keith Richards – akusztikus gitár, vokál
  - Brian Jones – zongora, marimba, vokál
  - Bill Wyman – basszusgitár, vokál
  - Charlie Watts – dob, ütőhangszerek
  - Jack Nitzsche – csembaló
  - Ian Stewart – orgona
10. "It's Not Easy" – 2:56
  - Mick Jagger – ének, vokál
  - Keith Richards – gitár, vokál
  - Brian Jones – gitár, orgona
  - Bill Wyman – basszusgitár
  - Charlie Watts – dob, ütőhangszerek
11. "I Am Waiting" – 3:11
  - Mick Jagger – ének, vokál
  - Keith Richards – akusztikus gitár
  - Brian Jones – cimbalom
  - Bill Wyman – basszusgitár
  - Charlie Watts – dob, ütőhangszerek
12. "Take It or Leave It" – 2:47
  - Mick Jagger – ének, vokál
  - Keith Richards – gitár, vokál
  - Brian Jones – csembaló, ütőhangszerek
  - Bill Wyman – basszusgitár
  - Charlie Watts – dob, ütőhangszerek
  - Jack Nitzsche – orgona
13. "Think" – 3:09
  - Mick Jagger – ének
  - Keith Richards – elektromos szólógitár, vokál
  - Brian Jones – gitár
  - Bill Wyman – basszusgitár
  - Charlie Watts – dob, ütőhangszerek
14. "What to Do" – 2:32
  - Mick Jagger – ének, vokál
  - Keith Richards – gitár, vokál
  - Brian Jones – gitár, zongora
  - Bill Wyman – basszusgitár
  - Charlie Watts – dob, ütőhangszerek

### Amerikai kiadás
1. "Paint It Black" – 3:45
2. "Stupid Girl" – 2:55
3. "Lady Jane" – 3:08
4. "Under My Thumb" – 3:41
5. "Doncha Bother Me" – 2:41
6. "Think" – 3:09
7. "Flight 505" – 3:27
8. "High And Dry" – 3:08
9. "It's Not Easy" – 2:56
10. "I Am Waiting" – 3:11
11. "Going Home" – 11:13

## Közreműködők
Együttes
- Mick Jagger – ének, ütőhangszerek
- Keith Richards – gitár, ének
- Brian Jones – gitár, marimba, harang, cimbalom, szitár, zongora, orgona, csembaló
- Bill Wyman – basszusgitár, orgona, marimba, harang, csembaló
- Charlie Watts – dob, ütőhangszerek, marimba, harang

Vendégzenészek
- Ian Stewart – zongora, orgona, csembaló
- Jack Nitzsche – zongora, orgona, csembaló, ütőhangszerek

Produkció
- Andrew Loog Oldham – producer
- Dave Hassinger – hangmérnök
- Gus Skinas – hangmérnök
- David Bailey – fényképek
- Jerrold Schatzberg – fényképek